# Felice Trabacchi
Felice Trabacchi (Piacenza, 4 luglio 1922 – Piacenza, 13 gennaio 2008) è stato un politico italiano.

## Biografia
Laureato in giurisprudenza, è avvocato. Dal 1944 è attivo nella lotta partigiana. Dal 1948 al 1952 è segretario generale della Camera del Lavoro-CGIL di Piacenza .
Impegnato in politica con il Partito Comunista Italiano, dai primi anni '60 è consigliere comunale, poi ricopre il ruolo di sindaco di Piacenza dal 1975 al 1980.
Viene eletto deputato alla Camera alle elezioni politiche del 1983 ed è confermato anche a quelle del 1987. Dopo la svolta della Bolognina aderisce al Partito Democratico della Sinistra, che rappresenta a Montecitorio fino al termine del mandato parlamentare nel 1992.
Muore il 13 gennaio 2008 all'età di 85 anni.